# Kristian Blummenfelt
Kristian Blummenfelt (født 1994) er en norsk triatlet.

## Karriere
Ved sommer-OL 2020 i Tokyo i 2021 vandt han olympisk guld i triatlon, Norges første olympiske medalje i disciplinen. Han vandt også WTC-serien samme år og blev dermed den første person til at vinde både OL og verdensmesterskaberne samme år.